# Represa Hardap

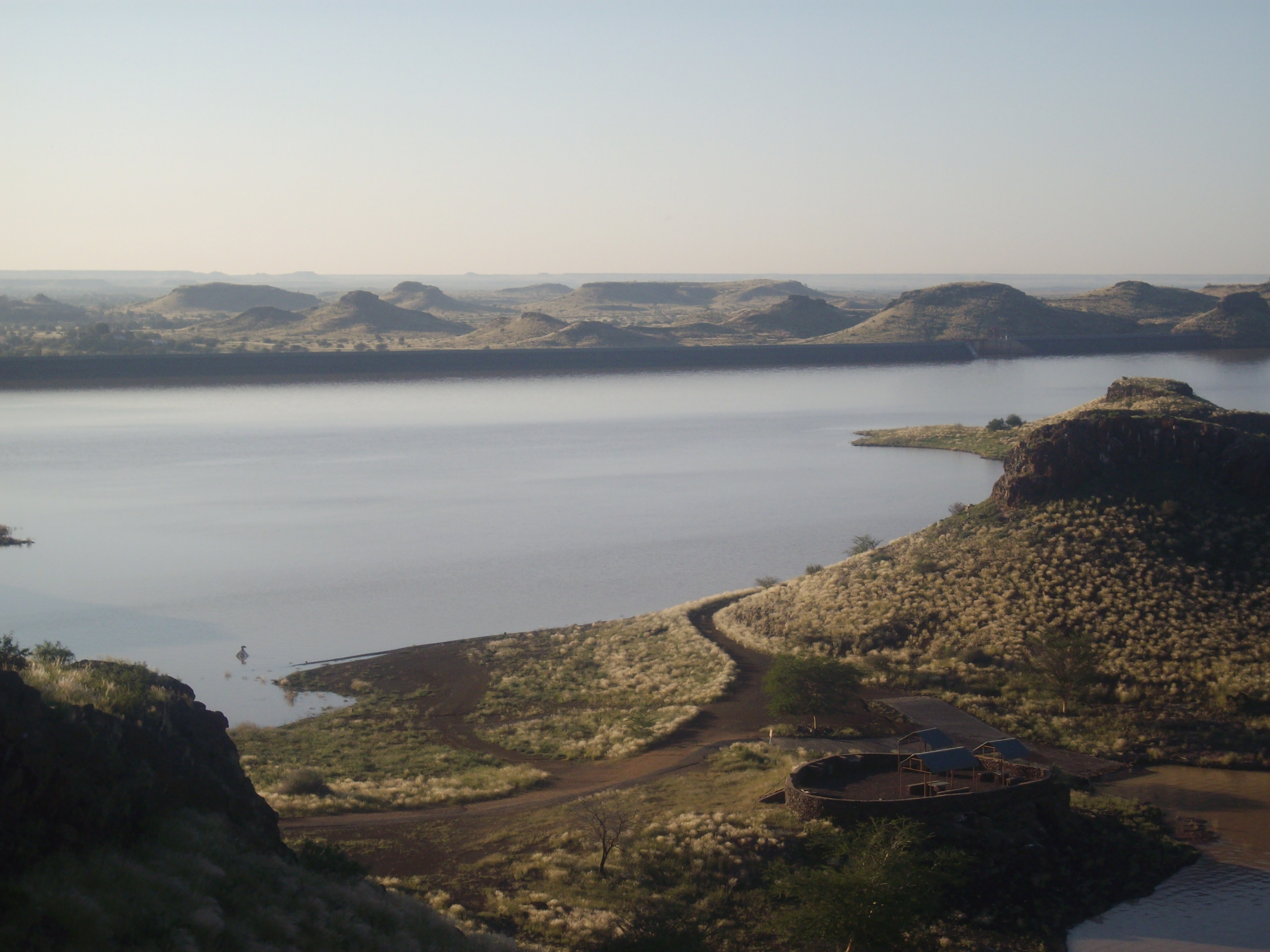
Represa Hardap

La Represa Hardap es una represa cerca de Mariental, Namibia. El embalse que retiene es el lago más grande en la nación y es conocido por su pescado y vida de aves. Proporciona la irrigación para la agricultura local.